# Acrophymus ocreatus
Acrophymus ocreatus är en insektsart som beskrevs av Boris Petrovich Uvarov 1953. Acrophymus ocreatus ingår i släktet Acrophymus och familjen gräshoppor. Inga underarter finns listade i Catalogue of Life.